# Collybia acicola
Collybia acicola — вид грибів роду Колібія, родини Трихоломових, що зустрічається в Аргентині. Вид вперше описано 1952 року.